# Manuel Damião

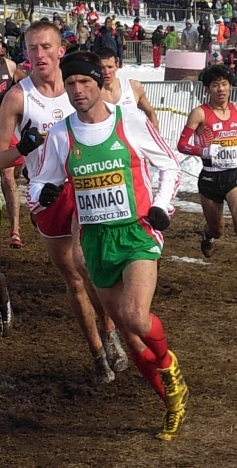
Manuel Damião a competir no Mundial de Corta-Mato de 2013

Manuel Damião (nascido em 4 de julho de 1978) é um atleta português de meio-fundo e fundo. Representou Portugal nos Jogos Olímpicos de 2004. Ele tem duas medalhas de prata pelo Campeonato Ibero-Americano de Atletismo e participou no Campeonato Mundial de Corta-Mato da IAAF em dez ocasiões, de 1997 a 2011.
É sócio do Maratona Clube de Portugal e trabalha como bombeiro a tempo inteiro em Lisboa.